# J3 League 2024
La J3 League 2024, también conocida  2024 Meiji Yasuda J3 League (Japonés: 2024 明治安田J3リーグ, Hepburn: 2024 Meiji Yasuda J3 Rīgu) por razones de patrocinio, fue la undécima edición de la J3 League, la tercera división para equipos profesionales de Japón.

## Sistema de juego
El torneo se disputa en un formato de todos contra todos a ida y vuelta, de manera tal que cada equipo debe jugar un partido de local y uno de visitante contra sus otros diecinueve contrincantes. Una victoria se puntua con tres unidades, mientras que el empate vale un punto y la derrota, ninguno.
Para desempatar se utilizan los siguientes criterios:
1. Puntos
2. Diferencia de goles
3. Goles anotados
4. Resultados entre los equipos en cuestión
5. Desempate o sorteo

Los dos equipos con más puntos al final del campeonato ascenderán a la J2 League 2025. Los cuatro siguientes mejor ubicados disputan el torneo reducido para determinar el tercer ascenso.
El último de la tabla de posiciones descenderá automáticamente a la Japan Football League, mientras que el anteúltimo disputará la promoción ante el subcampeón de la Japan Football League, siempre y cuando los ascendidos de este torneo tengan licencia para disputar la J3 League o no sean equipos filiales.
| Pos  | Descendidos en la temporada 2023 |
| ---- | -------------------------------- |
| 21.º | Omiya Ardija                     |
| 22.º | Zweigen Kanazawa                 |

| Pos | Ascendidos a la J2 League 2024 |
| --- | ------------------------------ |
| 1.º | Ehime FC                       |
| 2.º | Kagoshima United               |

### Información
| Equipo               | Ciudad               | Estadio                                      | Capacidad   | Posición  |
| -------------------- | -------------------- | -------------------------------------------- | ----------- | --------- |
| Azul Claro Numazu    | Numazu               | Ashita Stadium                               | 5 104       | J3 (13.º) |
| FC Imabari           | Imabari              | Satoyama Stadium                             | 5 136       | J3 (4.º)  |
| FC Osaka             | Higashiōsaka (Osaka) | Hanazono Rugby Stadium                       | 27 346      | J3 (11.º) |
| FC Ryukyu            | Okinawa              | Estadio de Atletismo de Okinawa              | 12 270      | J3 (17.º) |
| Iwaki FC             | Iwaki                | J-Village Stadium & Iwaki Greenfield Stadium | 5000 & 5600 | J3 (18.º) |
| Fukushima United     | Fukushima            | Toho Stadium                                 | 18 500      | J3 (15.º) |
| Gainare Tottori      | Tottori              | Axis Bird Stadium                            | 16 033      | J3 (8.º)  |
| FC Gifu              | Gifu                 | Estadio Gifu Nagarawa                        | 26 109      | J3 (8.º)  |
| Giravanz Kitakyushu  | Fukuoka              | Mikuni World Stadium Kitakyushu              | 15 066      | J3 (20.º) |
| Iwate Grulla Morioka | Iwate                | Iwagin Stadium                               | 4 946       | J3 (10.º) |
| Kamatamare Sanuki    | Kagawa               | Pikara Stadium                               | 30 099      | J3 (16.º) |
| Kataller Toyama      | Toyama               | Toyama Athletic STadium                      | 30 099      | J3 (3.º)  |
| Matsumoto Yamaga     | Nagano               | Estadio de Matsumoto                         | 20 396      | J3 (14.º) |
| Nagano Parceiro      | Nagano               | Estadio de Nagano                            | 15 491      | J3 (14.º) |
| Nara Club            | Nara                 | Rohto Field Nara                             | 30 600      | J3 (5.º)  |
| Omiya Ardija         | Saitama              | Estadio de Omiya                             | 15 500      | J2 (21.º) |
| SC Sagamihara        | Sagamihara           | Sagamihara Stadium                           | 15 300      | J3 (18.º) |
| Tegevajaro Miyazaki  | Miyazaki             | Ichigo Miyazaki Stadium                      | 5 397       | J3 (19.º) |
| Vanraure Hachinohe   | Hachinohe            | Prifoods Stadium                             | 5 200       | J3 (7.º)  |
| YSCC Yokohama        | Yokohama             | Estadio Mitsuzawa                            | 15 454      | J2 (12.º) |
| Zweigen Kanazawa     | Ishikawa             | Estadio Ishikawa Kanazawa                    | 20 000      | J2 (22.º) |

## Tabla de posiciones
Actualizado el 24 de noviembre de 2024.
| Pos. | Equipo                             | Pts. | PJ | G  | E  | P  | GF | GC | Dif. | Ascenso o descenso                          |
| ---- | ---------------------------------- | ---- | -- | -- | -- | -- | -- | -- | ---- | ------------------------------------------- |
| 1    | Omiya Ardija (C, A)                | 85   | 38 | 25 | 10 | 3  | 72 | 32 | +40  | Ascenso a la J2 League 2025                 |
| 2    | Imabari (A)                        | 73   | 38 | 22 | 7  | 9  | 62 | 38 | +24  | Ascenso a la J2 League 2025                 |
| 3    | Kataller Toyama (A)                | 64   | 38 | 16 | 16 | 6  | 54 | 36 | +18  | Clasificación al Torneo Reducido            |
| 4    | Matsumoto Yamaga (X)               | 60   | 38 | 16 | 12 | 10 | 61 | 45 | +16  | Clasificación al Torneo Reducido            |
| 5    | Fukushima United (X)               | 59   | 38 | 18 | 5  | 15 | 64 | 49 | +15  | Clasificación al Torneo Reducido            |
| 6    | Osaka (X)                          | 58   | 38 | 15 | 13 | 10 | 43 | 31 | +12  | Clasificación al Torneo Reducido            |
| 7    | Giravanz Kitakyushu                | 56   | 38 | 15 | 11 | 12 | 41 | 39 | +2   |                                             |
| 8    | Gifu                               | 53   | 38 | 15 | 8  | 15 | 64 | 56 | +8   |                                             |
| 9    | Sagamihara                         | 53   | 38 | 14 | 11 | 13 | 41 | 41 | 0    |                                             |
| 10   | Azul Claro Numazu                  | 52   | 38 | 15 | 7  | 16 | 53 | 46 | +7   |                                             |
| 11   | Vanraure Hachinohe                 | 52   | 38 | 13 | 13 | 12 | 44 | 42 | +2   |                                             |
| 12   | Zweigen Kanazawa                   | 50   | 38 | 13 | 11 | 14 | 50 | 52 | −2   |                                             |
| 13   | Gainare Tottori                    | 50   | 38 | 14 | 8  | 16 | 49 | 65 | −16  |                                             |
| 14   | Ryukyu                             | 47   | 38 | 12 | 11 | 15 | 45 | 54 | −9   |                                             |
| 15   | Tegevajaro Miyazaki                | 46   | 38 | 12 | 10 | 16 | 46 | 50 | −4   |                                             |
| 16   | Kamatamare Sanuki                  | 43   | 38 | 10 | 13 | 15 | 48 | 52 | −4   |                                             |
| 17   | Nara Club                          | 39   | 38 | 7  | 18 | 13 | 43 | 56 | −13  |                                             |
| 18   | Nagano Parceiro                    | 37   | 38 | 7  | 16 | 15 | 44 | 57 | −13  |                                             |
| 19   | Yokohama Sports & Culture Club (D) | 32   | 38 | 7  | 11 | 20 | 34 | 64 | −30  | Promoción                                   |
| 20   | Iwate Grulla Morioka (D)           | 22   | 38 | 5  | 7  | 26 | 27 | 80 | −53  | Descenso a la Japan Football League 2025-26 |

 Fuente: https://www.jleague.co/standings/j3/2024/
Criterios de clasificación: 1) Puntos; 2) Gol diferencia; 3) Goles anotados; 4) Puntos en partidos directos; 5) Gol diferencia en partidos directos; 6) Goles anotados en partidos directos; 7) Puntos fair-play.

## Promoción
Los partidos sólo se disputarán en caso de que el segundo o tercero de la Japan Football League posea una licencia de la J League. (Los equipos que actualmente poseen una licencia J League son Criacao Shinjuku, Kochi United, Reilac Shiga, ReinMeer Aomori, Tochigi City, Veertien Mie y Verspah Oita.) En caso de que el campeón de la JFL no posea licencia, el decimonoveno de J3 quedara absuelto de jugar la promoción, por lo que la disputará el vigésimo ante el segundo o el tercero; en caso de que ni el campeón ni el subcampeón posean licencia el partido no se disputará. El 3 de noviembre de 2024 se confirmó la disputa del mismo, esto debido a que el único equipo sin licencia que aún tenía oportunidad de situarse entre los dos primeros (Honda FC) quedó sin oportunidades matemáticas de acceder a los mismos. La promoción será a doble partido.
| ida; 1 de diciembre de 2024 | Kochi United | 1–1 | Yokohama Sports & Culture Club | Pikara Stadium, Kagawa |  |
| 13:00 JST                   | Kozuki 33'   |     | Fujita 5'                      |                        |  |

| vuelta; 7 de diciembre de 2024                                              | Yokohama Sports & Culture Club | 0–2 (Global 1–3) | Kochi United             | Estadio Mitsuzawa, Yokohama |  |
| 15:00 JST                                                                   |                                |                  | Shintani 7' · Uchida 90' |                             |  |
| Kochi United ascendió a J3 League y YSCC descendió a Japan Football League. |                                |                  |                          |                             |  |

## Torneo reducido
En la temporada 2024 se aplicó el formato habitual. El torneo reducido de ascenso se disputó a partir de la fase de semifinales, donde los enfrentamientos estaban previamente determinados. Basado en las posiciones de J3 al final de la temporada regular: el equipo tercero jugó contra el sexto, mientras que el cuarto jugó contra el quinto. Los ganadores de las semifinales jugaron la final del reducido, siendo el ganador el ascendido a la J2 League.
En caso de empate en cualquiera de los partidos del reducido, el equipo con la mejor clasificación se clasificó para la siguiente fase. El orden de colocación actualmente fue: J3 3.º, 4.º, 5.º y 6.º lugar.
Para la temporada 2024, tres equipos ascendieron a la J2 League 2025. 
|  | Semifinales    | Semifinales      | Semifinales    |                  |   | Final           | Final          | Final          |  |
|  | 1 de Diciembre | 1 de Diciembre   | 1 de Diciembre |                  |   | 7 de Diciembre  | 7 de Diciembre | 7 de Diciembre |  |
|  |                |                  |                |                  |   |                 |                |                |  |
|  |                |                  |                |                  |   |                 |                |                |  |
|  | 3              | Kataller Toyama  | 1              |                  |   |                 |                |                |  |
|  | 3              | Kataller Toyama  | 1              |                  |   |                 |                |                |  |
|  | 6              | Osaka            | 1              |                  |   |                 |                |                |  |
|  | 6              | Osaka            | 1              |                  | 3 | Kataller Toyama | 2              |                |  |
|  |                |                  |                |                  | 3 | Kataller Toyama | 2              |                |  |
|  |                |                  | 4              | Matsumoto Yamaga | 2 |                 |                |                |  |
|  | 4              | Matsumoto Yamaga | 4              | Matsumoto Yamaga | 2 | 1               |                |                |  |
|  | 4              | Matsumoto Yamaga |                |                  |   | 1               |                |                |  |
|  | 5              | Fukushima United | 1              |                  |   |                 |                |                |  |
|  | 5              | Fukushima United | 1              |                  |   |                 |                |                |  |
|  |                |                  |                |                  |   |                 |                |                |  |

#### Semifinales
| 1 de diciembre                                                                              | Kataller Toyama | 1–1 | Osaka         | Estadio de Toyama, Toyama |  |
| 13:000                                                                                      | Fusaya 36'      |     | Matsuda 45+3' |                           |  |
| Kataller Toyama avanza a la final por tener mejor la clasificación en la temporada regular. |                 |     |               |                           |  |

| 1 de diciembre                                                                            | Matsumoto Yamaga | 1–1 | Fukushima United | Estadio de Matsumoto, Matsumoto |  |
| 13:000                                                                                    | Takahashi 65'    |     | Higuchi 10'      |                                 |  |
| Matsumoto Yamaga avanza a la final por tener mejor clasificación en la temporada regular. |                  |     |                  |                                 |  |

#### Final
| 7 de diciembre                                                                  | Kataller Toyama | 2–2 | Matsumoto Yamaga           | Estadio de Toyama, Toyama |  |
| 13:05                                                                           | Usui 80', 90+2' |     | Yasunaga 18' · Higuchi 26' |                           |  |
| Kataller Toyama asciende debido a tener mejor posición en la temporada regular. |                 |     |                            |                           |  |